# Nachrichten für die Truppe

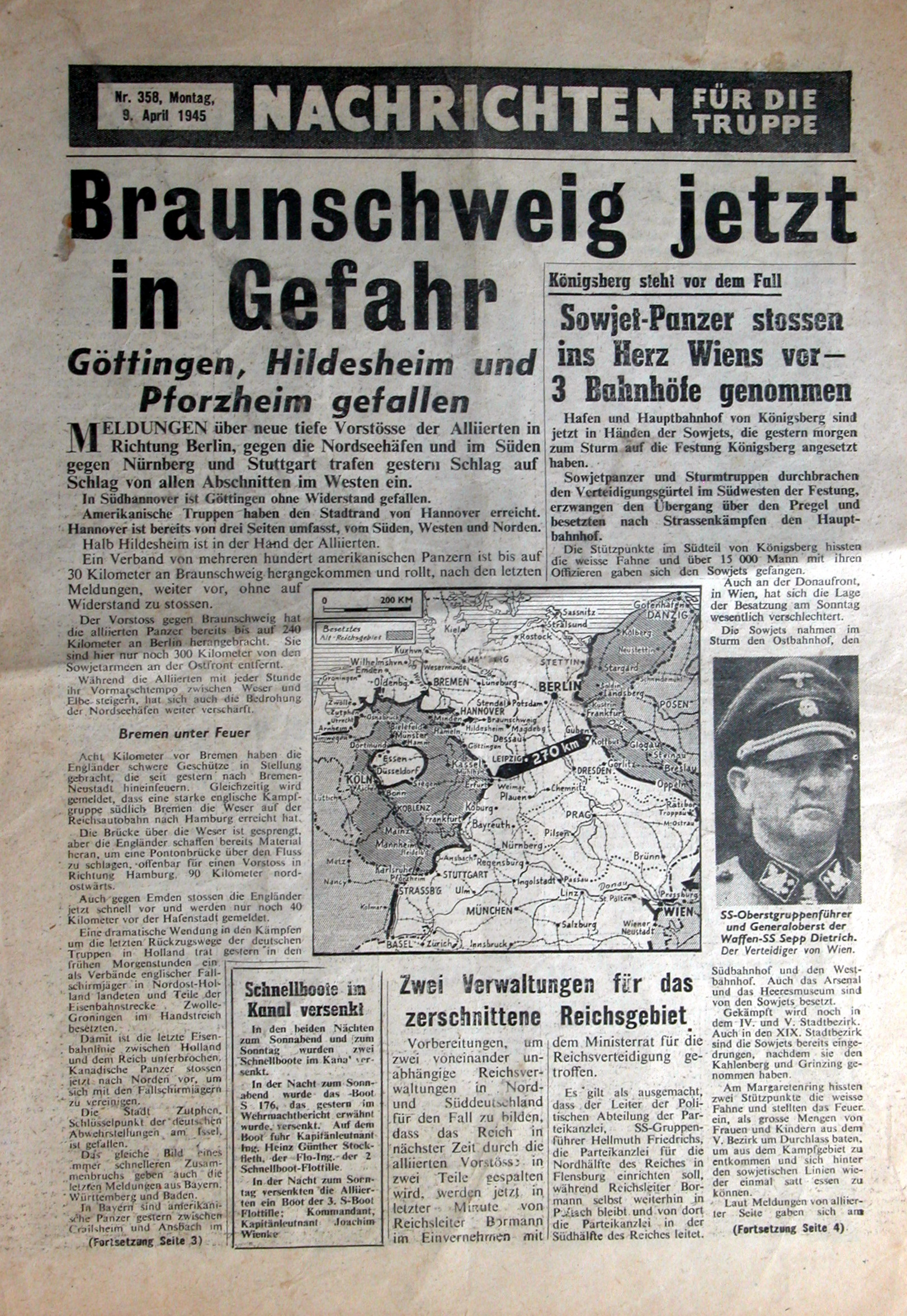
Nachrichten für die Truppe, Nr. 358, vom 9. April 1945. Die Schlagzeile bezieht sich auf die bevorstehende Einnahme Braunschweigs am 12. April 1945 durch US-Truppen.

Nachrichten für die Truppe war ein Propaganda-Flugblatt in Form einer mehrseitigen, scheinbar von der deutschen Wehrmacht erstellten Militärzeitung, die von der 8th Air Force in der Endphase des Zweiten Weltkrieges zwischen dem 25. April 1944 und Anfang Mai 1945 per Flugzeug über Deutschland abgeworfen wurde.

## Geschichte

### Ursprung
Am 25. April 1944, sechs Wochen vor der Invasion alliierter Truppen in der Normandie (Operation Overlord) wurde die erste, zweiseitige Ausgabe der „Nachrichten für die Truppe“ über deutschen Stellungen im Westen abgeworfen. Die „Nachrichten“ entstanden auf Initiative der Psychological Warfare Division (PWD) des Supreme Headquarters Allied Expeditionary Force (SHAEF) als Gemeinschaftsarbeit der Briten (PID) und US-Amerikaner (OSS) und war ein Instrument der psychologischen Kriegführung. Die „Nachrichten“ erschienen ab diesem Datum täglich, zunächst zwei-, später dann bis zur letzten Ausgabe vierseitig. Die letzte Ausgabe wurde am 4. Mai 1945 produziert.

### Herstellung, Inhalt und Verteilung
Die „Nachrichten“ wurden in Großbritannien von ca. 25 Redakteuren zusammengestellt. Weitere 70 bis 80 Personen waren anschließend für Druck und Verteilung an die verschiedenen Flugplätze zuständig. Im Gegensatz zu anderen Propagandadruckschriften bildeten die „Nachrichten“ eine Ausnahme, weil sie von einem speziellen Redaktionsteam von PID/- und OSS-Personal für die PWD produziert wurden.
Die Texte waren aktuellen Inhalts und stammten u. a. aus dem Radioprogramm des ebenfalls von den Alliierten in deutscher Sprache betriebenen Soldatensenders Calais, dessen Inhalte z. T. am folgenden Tag in gedruckter Form in den „Nachrichten“ erschienen. Verantwortlich für den Betrieb des Senders und auch für die „Nachrichten“ war Sefton Delmer. Die Meldungen stammten sowohl aus alliierten als auch aus deutschen Quellen. Die Auflagenstärke lag zwischen 750.000 und einer Million Exemplare.
Die „Nachrichten für die Truppe“ sowie anderes Propagandamaterial wurden von der „Special Leaflet Squadron“, einer speziellen Staffel der 8th Air Force, die ausschließlich für die Verteilung von Propagandamaterial eingesetzt wurde, über dem Zielgebiet abgeworfen. Sie startete jeden Tag mit durchschnittlich zehn schweren Bombern vom Typ Boeing B-17 „Flying Fortress“ auf einem Flugplatz bei Cheddington in Buckinghamshire, um die „Nachrichten“ über bzw. hinter den deutschen Linien abzuwerfen. Jeder Bomber flog fünf speziell für ihn vorher ausgewählte Ziele an, um das Material dort zu verteilen.

### Zweck
Bei den „Nachrichten“ handelte es sich um sogenannte „graue“ Propaganda, einer Mischung aus Berichten über tatsächliche Ereignisse an den verschiedenen Fronten sowie aus Informationen von der „Heimatfront“ in Deutschland. Neben wahrheitsgemäßen Schilderungen der militärischen Lage in der Endphase des Zweiten Weltkrieges, insbesondere der militärischen Überlegenheit der Alliierten an allen Fronten, wurde auch gezielt Desinformationen gestreut, um die Leser zu verwirren und zu demoralisieren.